# Clarence Acuña
Clárence Williams Acuña Donoso (Rancagua, 1975. február 8. –) chilei válogatott labdarúgó.

## Pályafutása

### Klubcsapatban
1994 és 1996 között az O’Higginsben játszott. 1997 és 2000 között az Universidad de Chile játékosa volt, melynek tagjaként két bajnoki címet szerzett. 2000-től 2003-ig Angliában a Newcastle United csapatát erősítette. 2003 és 2005 között a Rosario Centralban játszott. 2005-ben rövid ideig a Palestino labdarúgója volt. 2006-tól 2009-ig az Unión Españolában szerepelt. 2010-ben a Deportes La Serena csapatában fejezte be a pályafutását. 

### A válogatottban
1995 és 2004 között 60 mérkőzésen szerepelt a chilei válogatottban és 3 gólt szerzett. Részt vett az 1995-ös, az 1997-es, az 1999-es és a 2004-es Copa Américán, valamint az 1998-as világbajnokságon, ahol a chileiek összes mérkőzésén kezdőként lépett pályára.

### Edzőként
2016 és 2018 között a szaúdi El-Áttihádnál dolgozott segédedzőként.

## Sikerei, díjai
Universidad de Chile
- Chilei bajnok (2): 1999, 2000